# Aurélien Clerc
Pour les articles homonymes, voir Clerc.

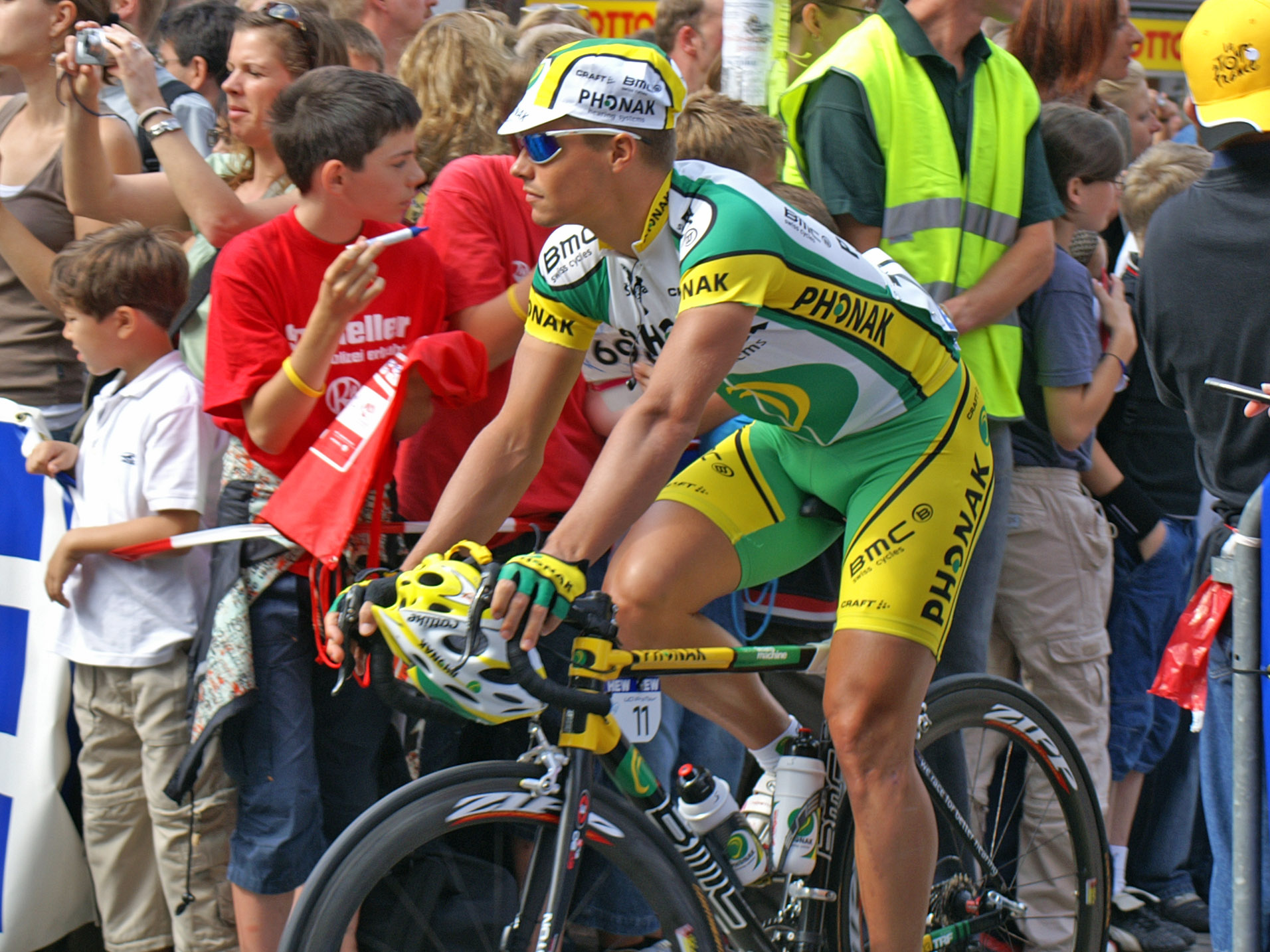
Aurélien Clerc lors de la HEW Cyclassics 2005

Aurélien Clerc, né le 26 août 1979 à Vevey, est un coureur cycliste suisse professionnel entre 2001 et 2009.

## Biographie
Aurélien Clerc commence le cyclisme à l'âge de 15 ans en participant à des courses de VTT avec des amis. Il prend sa première licence l'année suivante.

## Palmarès

### Palmarès sur route
- 2000
  -  Champion de Suisse sur route espoirs
  - 3e étape du Tour de Navarre
  - 5e étape du Tour de Rhénanie-Palatinat
- 2002
  - Nokere Koerse
  - 3e, 4e, 11eb et 13e étapes du Tour de Cuba
  - 1re étape du Tour de Slovénie
  - 1re étape du Tour de Slovaquie
  - 2e et 3e étapes du Tour de Picardie
- 2003
  - 1re étape du Tour de Picardie
- 2004
  - 4e étape du Tour de Burgos
- 2005
  - 6e de Paris-Tours
- 2006
  - 2e étape de la Clásica de Alcobendas
  - 3e du championnat de Suisse sur route
  - 3e du Tour du Qatar
- 2007
  - 1re étape du Circuit franco-belge
  - 2e de la Châteauroux Classic de l'Indre
  - 2e de Paris-Bourges
  - 9e de Paris-Tours
- 2008
  - 1re étape des Trois Jours de Flandre-Occidentale
  - 2e de Gand-Wevelgem

### Résultats sur les grands tours

#### Tour d'Italie
1 participation
- 2005 : 150e

#### Tour d'Espagne
3 participations
- 2006 : 114e
- 2007 : abandon (15e étape)
- 2008 : non-partant (5e étape)

### Classements mondiaux
| Année              | 2005 | 2006 | 2007 | 2008 |
| ------------------ | ---- | ---- | ---- | ---- |
| Classement ProTour | 117e | 200e | 178e | 40e  |

### Palmarès en cyclo-cross
- 2000-2001
  - 3e du championnat de Suisse de cyclo-cross espoirs
  - 5e du championnat du monde de cyclo-cross espoirs